# Volodimir Zelenski
Volodimir Oleksandrovič Zelenski (ukrajinsko Володи́мир Олекса́ндрович Зеле́нський, latinizirano: Volodymyr Oleksandrovyč Zelens'kyj), ukrajinski igralec, pravnik in politik, * 25. januar 1978, Krivi Rog.
Zelenski je aktualni predsednik Republike Ukrajine. Rojen je bil v rusko govoreči judovsko-ukrajinski družini v Krivem Rogu (Dnepropetrovska oblast) v jugovzhodnem delu Ukrajine. Pred igralsko kariero je študiral pravo na kijevski narodni ekonomski univerzi. Kasneje se je začel ukvarjati s komedijo in ustanovil produkcijsko hišo Kvartal 95, ki proizvaja filme, risanke in televizijske oddaje, tudi uspešnico Sluga narodu, v kateri je Zelenski igral vlogo predsednika Ukrajine. Serija je bila predvajana med letoma 2015 in 2019 ter dosegla izjemno priljubljenost. Istoimensko politično stranko Sluga narodu, so marca 2018 ustanovili zaposleni Kvartala 95.
31. decembra 2018 je Zelenski napovedal svojo kandidaturo na predsedniških volitvah naslednje leto. Napoved je bila časovno umeščena v termin, ko je imel takratni ukrajinski predsednik Petro Porošenko svoj novoletni nagovor na kanalu 1+1 TV. Četudi se poprej Zelenski s politiko ni ukvarjal, je kmalu pristal med vodilnimi na javnomnenjskih anketah. V drugem krogu volitev je zmagal s 73,2 odstotka glasov in premagal Porošenka. Identificiran je kot populist, ki se opredeljuje kot protisistemski in protikorupcijski politik.
Kot predsednik je Zelenski zagovarjal e-upravo in enotnost med ukrajinsko govorečim in rusko govorečim delom prebivalstva države. Njegov komunikacijski slog močno uporablja družbene medije, zlasti Instagram. Njegova stranka je prepričljivo zmagala na predčasnih parlamentarnih volitvah, ki so potekale kmalu po njegovi inavguraciji za predsednika. Med svojo administracijo je Zelenski nadziral odpravo pravne imunitete za poslance Vrhovne rade, ukrajinskega parlamenta, odziv države na pandemijo COVID-19 in kasnejšo gospodarsko recesijo ter nekaj napredka pri boju proti korupciji. Kritiki Zelenskega trdijo, da je z odvzemom oblasti ukrajinskim oligarhom skušal centralizirati oblast in okrepiti svoj osebni položaj.
Zelenski je v okviru svoje predsedniške kampanje obljubil, da bo končal dolgotrajen konflikt med Ukrajino in Rusko federacijo in poskušal vzpostaviti dialog z ruskim predsednikom Vladimirjem Putinom. Administracija Zelenskega se je leta 2021 soočila z stopnjevanjem napetosti z Rusijo, ki je dosegla vrhunec z začetkom stalne obsežne ruske invazije februarja 2022. Strategija Zelenskega med krepitvijo ruske vojske je bila pomiriti ukrajinsko prebivalstvo in zagotoviti mednarodni skupnosti, da se Ukrajina ne poskuša maščevati. Sprva se je distanciral od opozoril o neizbežni vojni, hkrati pa je pozval k varnostnim jamstvom in vojaški podpori Nata, da bi se »uprl« grožnji. Po začetku invazije je Zelenski razglasil vojno stanje po Ukrajini in splošno mobilizacijo. Kljub pozivom ruskih oblast po odstavitvi Zelenskega je ta ostal v državi. Leta 2022 je bil razglašen za osebnost leta revije Time. Ukrajinska zakonodaja prepoveduje volitve med vojnim stanjem, zato njegov mandat ni potekel po maju 2024, ko bi se v normalnih razmerah končal s prisego novega predsednika ali njegovo ponovno prisego.

## Zgodnje življenje
Zelenski se je rodil v judovski družini v mestu Krivi Rog, v tedaj še Sovjetski zvezi. Prva štiri je Zelenski preživel v Mongoliji, kjer je njegov oče Aleksander Zelenski takrat deloval. Osnovno šolo je obiskoval v Krivem Rogu, kjer se je kasneje na Ekonomskem inštitutu vpisal na študij prava.

### Igralska kariera
Že s sedemnajstimi leti se je priključil lokalni komedijantski skupini KVN, ki se je udeleževala komedijantskih tekmovanj. Leta 1997 je z ekipo "Zaporižja-Krivi Rig-Transit" osvojil zmago, istega leta pa ustanovil še ekipo Kvartal 95. Ekipa je doživela velik uspeh ter bila med letoma 1998 do 2003 udeležena v najvišji odprti ukrajinski ligi KVN. Redno so gostovali po državah nekdanje Sovjetske zveze. Slava je Kvartalu 95 omogočila produkcijo zabavne oddaje na ukrajinski televizijski postaji 1 + 1, ki so jo leta 2005 nadaljevali na prav tako ukrajinskem kanalu TV Inter. Z letom 2010 je Zelenski postal glavni producent TV postaje.
Leta 2008 je Volodimir Zelenski zaigral v filmu Ljubezen v velikem mestu ter kasneje še v prvem in drugem nadaljevanju ter istoimenski seriji. Zaigral je tudi v filmu Pisarniška romanca. Naš čas, Rževski proti Napoleonu. 
Največji filmski uspeh je Zelenski doživel leta 2015, ko je kot protagonist postal zvezda priljubljene televizijske serije Sluga narodu, kjer je igral predsednika Ukrajine. Ta je bil pred tem srednješolski profesor zgodovine, zmago pa mu prinese viralni posnetek, ki prikazuje njegov boj proti korupciji. 
Zelenski je v filmih in serijah ustvarjal večinoma v ruskem jeziku, prva vloga v ukrajinščini je bila komedija »Jaz, ti, on, ona« (ukrajinsko Я, ти, він, вона, latinizirano: Ja, ti, vin, vona), ki je bila v Ukrajini predstavljena decembra 2018.

## Politika
Uradno se je Zelenski v politiko podal s stranko Sluga narodu, ki so jo ustanovili člani Kvartala 95. Na silvestrski večer leta 2018 je na televizijskem programu 1 + 1 uradno napovedal kandidaturo za mesto predsednika Republike Ukrajine. Kampanja, katere pomemben del je bila ekipa Kvartal 95, je bila zelo interaktivno usmerjena. Kot sredstvo obveščanja je ekipa Zelenskega namreč uporabljala priljubljena socialna omrežja, med tem ko novinarjem izjav niso želeli dajati. Novinarji so na to večkrat opozorili, Zelenski pa se je odzval, da se ne skriva, a da ne želi dajati intervjujev novinarjem, ki so PR »starih moči« ter da ne more odobriti vseh prošenj za intervjuje. Takratni predsednik Petro Porošenko je morebitno zmago Zelenskega označil za korist Rusiji, Zelenski pa mu je odvrnil, da je na prejšnjih volitvah sicer volil za Porošenka, a da so kasneje dobili drugačnega, kot so ga izvolili.

### Predsednik Ukrajine
V prvem krogu volitev, ki je potekal 31. marca 2019, je Zelenski prejel dobrih 30 % glasov, ter se skupaj s takratnim predsednikom Porošenkom, ki je osvojil dobrih 24 %, uvrstil v drugi krog. Ta je potekal 21. aprila 2019. Zelenski je Porošenka premagal s 73,22 % oz. 13,541,528 glasovi. Kot novi predsednik je prisegel 20. maja 2019 ter takoj za tem razpustil parlament. Njegova stranka je nato zmagala tudi na parlamentarnih volitvah.

#### Ruska invazija na Ukrajino
24. februarja zjutraj je Vladimir Putin sporočil, da je sprožil »posebno vojaško operacijo« v Donbasu. Ruske rakete so zadele številne vojaške cilje v Ukrajini, Zelenski pa je razglasil vojno stanje. Zelenski je tudi napovedal takojšnjo prekinitev diplomatskih odnosov z Rusijo. Temu je kmalu sledila tudi splošna mobilizacija.
Zelenski je 25. februarja dejal, da so kljub trditvi Rusije, da cilja le na vojaška območja, napadena tudi civilna mesta. V petkovem zgodnjem jutranjem nagovoru dejal, da so ga njegove obveščevalne službe identificirale kot glavno tarčo Rusije, a da ostaja v Kijevu in da bo njegova družina ostala v državi. Dejal je: »Želijo politično uničiti Ukrajino z uničenjem vodje države.«
V zgodnjih urah 26. februarja, med najpomembnejšim napadom ruskih čet na prestolnico Kijev, je vlada Združenih držav Amerike pozvala Zelenskega, naj se evakuira na varnejšo lokacijo, in dejala, da mu je pri tem pripravljena pomagati. Zelenski je zavrnil ponudbo in se odločil ostati v Kijevu s svojimi obrambnimi silami, češ »boj je tukaj [v Kijevu]; potrebujem strelivo, ne prevoza«.

Konec marca 2024 bi v Ukrajini v normalnih razmerah potekale predsedniške volitve. 19. člen zakona o vojnem stanju prepoveduje izvedbo predsedniških volitev v času vojne, zato so bile odložene. Podobno so bile oktobra 2023 odložene parlamentarne volitve, ker jih v vojnem stanju prepoveduje 84. člen ustave Ukrajine. Odložitev volitev podpira tudi velika večina Ukrajincev.
- Zelenskis poljskim premierjem Mateuszom Morawieckim, češkim premierjem Petrom Fialo in slovenskim premierjem Janezom Janšo, ki so 15. marca 2022 kot prvi po začetku ruske invazije obiskali Kijev
- Zelenskij v Kijevski oblasti po ponovnem zavzetju regije s strani Ukrajine, 4. aprila
- Zelenski se je 16. junija v Kijevu sestal s francoskim predsednikom Macronom, italijanskim premierjem Draghijem, nemškim kanclerjem Scholzom in romunskim predsednikom Iohannisom.
- Zelenskij s francoskim predsednikom Emmanuelom Macronom in novoizvoljenim ameriškim predsednikom Donaldom Trumpom v Parizu 7. decembra 2024

## Politična stališča

### Zunanja politika
Med svojo predsedniško kampanjo je Zelenski dejal, da podpira članstvo Ukrajine v Evropski uniji in Natu, vendar je dejal, da bi morali ukrajinski volivci o članstvu države v teh dveh organizacijah odločati na referendumih. Hkrati je menil, da se je ukrajinsko ljudstvo že odločilo za "evrointegracijo". Zelenskijev volilni program navaja, da bo Zelenski "storil vse, da zagotovi", da bo Ukrajina lahko zaprosila za članstvo v Evropski uniji leta 2024. Dva dni pred drugim krogom volitev je Zelenski izjavil, da želi zgraditi »močno, mogočno in svobodno Ukrajino, ki ni mlajša sestra Rusije, ki ni koruptivna partnerica Evrope, temveč naša neodvisna Ukrajina«. Oktobra 2020 je spregovoril v podporo Azerbajdžanu v zvezi z vojno v Gorskem Karabahu med Azerbajdžanom in etničnimi Armenci zaradi sporne regije Gorski Karabah. 
Zelenski je obsodil napad Hamasa na Izrael 7. oktobra 2023 in izrazil podporo pravici Izraela do samoobrambe. Medtem ko se je vojna v Gazi nadaljevala, je Zelenski potrdil tudi podporo Ukrajine rešitvi dveh držav in priznanju države Palestine; pozval k spoštovanju mednarodnega prava; ter izrazil pripravljenost Ukrajine, da Gazi zagotovi človekoljubno pomoč in željo po preprečevanju trpljenja civilistov.

## Zasebno
Leta 2003 se je poročil z Oleno Kijaško, s katero ima hčerko Oleksandro (2004) in sina Kirila (2013). Družina živi v Kijevu. Njegovo premoženje je leta 2018 bilo ocenjeno na 1,5 milijona ameriških dolarjev.
Zelenskijev prvi jezik je ruščina, tekoče pa govori tudi ukrajinščino in angleščino. Odkar je postal predsednik, je najel učitelja ukrajinščine in izboljšal svoje znanje jezika.

## Filmografija

### Film[19]
| Leto izdaje | Naslov                      | Vloga                         |
| ----------- | --------------------------- | ----------------------------- |
| 2009        | Ljubezen v velikem mestu    | Igor                          |
| 2011        | Pisarniška romanca. Naš čas | Anatolij Efremovič Novoselcev |
| 2012        | Ljubezen v velikem mestu 2  | Igor                          |
| 2012        | Rževski proti Napoleonu     | Napoleon Bonaparte            |
| 2012        | 8 prvih datumov             | Nikita Sokolov                |
| 2014        | Ljubezen v Vegasu           | Igor Zelenski                 |
| 2015        | 8 novih datumov             | Nikita Andrejevič Sokolov     |

### TV
| Leto predvajanja | Naslov         |
| ---------------- | -------------- |
| 2006             | Zvezde plešejo |
| 2008–2012        | Svati          |
| 2015–2019        | Sluga narodu   |